# 鎮巢軍
鎮巢軍，中国宋朝时设置的的行政区——军。
宋理宗景定三年（1263年），在巢县设立鎮巢軍，治所在巢县（今安徽省巢湖市）。宋恭帝德祐二年（1276年），江北淮西地全为元朝所有，鎮巢軍孤立南宋北疆。统制洪福战死，鎮巢軍失守。元朝废除鎮巢軍。